# Serena (Pokémon)
Serena (セレナ) là nhân vật hư cấu trong Pokémon phát hành bởi Nintendo. Cô xuất lần đầu trong ở Trò chơi điện tử Pokémon, khá phổ biến anime Pokémon, Sách đồ chơi và các phương tiện khác. Là nhân vật nữ du hành thứ tứ tư đầu tiên cùng Satoshi trong series Pokemon cùng với Yurika.

## Quan niệm và sáng tạo
Nhân vật Serena được thiết kế bởi Ken Sugimori và Atsuko Nishida cho phiên bản trò chơi điện tử. Trong khi phiên bản series anime được thiết kế bởi Toshihito Hirooka, và phiên bản manga do Satoshi Yamamoto thiết kế.
Cái tên Serena bắt nguồn từ tiếng Pháp từ serein có nghĩa là "bình tĩnh" hoặc "yên bình".
Serena lồng tiếng tiếng Nhật bởi Mayuki Makiguchi, và tiếng Anh bởi Haven Paschall.

## Vẻ bề ngoài

### Trò chơi điện tử
Serena xuất hiện trong các trò chơi điện tử Pokemon X và Y, với tư cách là một nhân vật có thể lựa chọn để chơi cùng với người đồng cấp nam của cô, Calem.
Anh cũng xuất hiện trong Pokémon Masters EX, với tư cách là Người huấn luyện Pokémon, người tạo thành một cặp đồng bộ với Fennekin.
Cũng như trong Super Smash Bros., Serena xuất hiện dưới dạng Pokémon Trainer Trophy cùng với bạn diễn nam của cô, Calem. Ở một trong những sân khấu, sẽ có Jigglypuff đội chiếc mũ giống hệt chiếc mũ mà Serena đã đội.

### Anime

#### Phần phimPokémon the series: XY
Serena là một người biểu diễn Pokémon và là người bạn thời thơ ấu đầu tiên của Satoshi. Cô nhớ Satoshi từ khi hai người họ tham dự trại hè Okido ở Thị trấn Masara. Trong thời gian này, Serena đã ngã và bị thương ở chân; Satoshi sau đó giúp cô băng bó vết thương, khiến Serena phải lòng anh. Sau khi biết Satoshi đang ở Kalos và vẫn còn tình cảm với anh ta, cô quyết định rời khỏi nhà để đoàn tụ với cậu, và sau đó, cô đã đi cùng anh ta trong suốt hành trình từ Mùa 17 đến 19 (mặc dù không có mục tiêu cụ thể). Sau khi trải qua nhiều sự kiện trong trại hè Pokémon của giáo sư Platane, cô biết về Cuộc thi biểu diễn Pokémon từ Sana và quyết định trở thành Người biểu diễn Pokémon. Sau một sự cố mất mát đau lòng trong lần đầu tiên tham dự Cuộc thi biểu diễn Pokémon, như một dấu hiệu cho thấy quyết tâm mới của cô, cô cắt tóc và bắt đầu mặc một bộ trang phục mới. Sau khi có được ba Chìa khóa Công chúa, cô tham gia Buổi biểu diễn Pokémon Cấp Bậc Thầy ở Thành phố Glorio, cuối cùng là một cuộc đấu với Nữ hoàng Kalos, người mà cô không thành công trong việc đánh bại. Tuy nhiên, không bị cản trở bởi sự mất mát của mình, cô thề sẽ tiếp tục làm việc chăm chỉ, giống như Satoshi truyền cảm hứng cho cô làm. Serena kết thúc hành trình cùng Satoshi khi cô quyết định đến vùng Hoenn để tiếp tục tập luyện, nhưng cần nói thêm rằng, cô đã hôn Satoshi (Cảnh này bị che khuất trong phim) trước khi đi.

#### Phần phimPokémon Journeys: The Series
Serena xuất hiện trở lại trong tập 1195 khi Koharu vô tình gặp Nymphia (một dạng tiến hóa của Eievui) của Serena tại vùng Hoenn. Khi đó, Koharu đến vùng Hoenn để tìm hiểu về các dạng tiến hóa của Eievui thì vô tình được Lutia để mặt đến và chiêu mộ Koharu tham gia Buổi biểu diễn Pokémon. Cả hai sau đó ngồi nói chuyện về những quyết định của bản thân. Eievui và Koharu hiện đều chưa quyết được một hướng đi cụ thể, điều này giống với Serena trước đây khi còn ở vùng Kalos nhưng sau đó đã tìm được môt hướng đi cụ thể như bây giờ. Koharu càng lo lắng hơn khi Satoshi và Go gọi điện sẽ đến theo dõi trực tiếp (nhưng sau đó Go phải theo dõi qua mạng do Satoshi nhận lời thách đấu với Mikuri - một bậc thầy trình diễn ở vùng Hoenn), nhưng sau đó Koharu và Eievui quyết định thử sức sau khi được Serena động viên. Dù không được kết quả cao, song khi trò chuyện trên bến tàu, Serena lại gặp đắn đo nhỏ khi Lutia mong muốn cùng cô ấy làm một cặp idol, Koharu cũng động viên với câu động viên như của Serena. Khi chuyến tàu chuẩn bị khởi hành sang một vùng đất mới thì Satoshi và Go vội vã lên tàu cùng Koharu, vô tình Serena thấy được và nói chuyện cùng Satoshi. Mặc dù cuộc nói chuyện không kéo dài do chuyến tàu đã khởi hành, nhưng ý nghĩa chung đó là: Nếu Satoshi trở thành người mạnh nhất thì Serena cũng sẽ trở thành nhà trình diễn giỏi nhất.

### Manga
Y hoặc Yvonne Gabena xuất hiện trong các chương X & Y của Pokémon Adventures với tư cách là nhân vật chính dựa trên Serena, người xuất hiện trong trò chơi điện tử và loạt phim hoạt hình.
Serena xuất hiện với tư cách là nhân vật chính trong manga Diancie and the Cocoon of Destruction và Hoopa and the Clash of Ages, là một bộ phim chuyển thể từ bộ phim cùng tên.

## Thu nhận
Serena đã nhận được sự đón nhận trái chiều vì sự xuất hiện của cô ấy trong trò chơi điện tử Pokémon X và Y. Laura Grey của Screen Rant đã viết rằng phiên bản trò chơi điện tử của Serena là một nhân vật khác và tách biệt với Serena trong loạt phim hoạt hình. Anh ấy nói thêm rằng Serena, cũng như Calem, trong X và Y vẫn là những hiện thân giống như các nhân vật chính trong các tựa trò chơi điện tử Pokémon trước đây mà không có bất kỳ thông tin chi tiết nào về lý do tại sao họ chọn trở thành Người huấn luyện Pokémon. Randolph Ramsay từ GameSpot nói rằng mặc dù trò chơi điện tử Pokemon X và Y ít thử thách hơn so với các tựa game trước đó, nhưng vẫn có một mặt thú vị để quan sát, đó là nhân vật chính, người có sức hấp dẫn riêng với tư cách là một nhân vật để chơi và là một đối thủ cạnh tranh.
Serena đã nhận được đánh giá tích cực cho màn trình diễn của cô ấy trong anime. Megan Peters của Comic Book viết Serena là một trong những người bạn thân nhất của Satoshi, nếu không muốn nói là vĩ đại nhất, người mà ngay từ lần đầu xuất hiện không chỉ thể hiện sự phát triển tính cách của cô mà còn tạo ra mối liên kết với Satoshi khiến người hâm mộ phân cực giữa thích và không thích. Cho đến nay, Serena đã trở thành nữ đồng hành đầu tiên hôn lên môi Satoshi.  Sau đó, tiết lộ rằng cốt truyện đã được lên kế hoạch bởi Tetsuo Yajima, đạo diễn của anime Pokémon X và Y, với nhà sản xuất Shukichi Kanda. Tuy nhiên, vì đối tượng mục tiêu chính của anime Pokémon là trẻ em, cảnh hôn không thể được chiếu một cách lộ liễu và có chủ ý không rõ ràng với việc nâng chân của Serena lên trước khi từ từ xuống thang cuốn, tiếp theo là những gương mặt ngạc nhiên của Pikachu, Clemont và Bonnie. Một bản kiến nghị trực tuyến được tạo ra bởi những người hâm mộ ở Nhật Bản và Hoa Kỳ với hy vọng có thể đưa Serena tiếp tục hành trình cùng Ash đến vùng Alola cho bộ anime Pokémon Sun and Moon, mặc dù cuối cùng thì bản kiến nghị này đã không thành công trong việc gây ảnh hưởng đến các nhà sản xuất. Trong một cuộc khảo sát được thực hiện bởi Netorabo Nhật Bản vào năm 2021, Serena đứng đầu là những người hâm mộ anime nữ Pokémon nổi tiếng nhất.
Mặt khác, việc khắc họa nhân vật Serena trong anime được cho là quá lố. Scott Wilson của Sora News đã viết rằng thật 'kỳ lạ khi nhìn thấy cảnh hôn giữa Serena và Satoshi', đặc biệt là vì bản thân Satoshi dường như bị 'mắc kẹt' ở tuổi 10 trong anime Pokémon chạy từ năm 1997, và đối với Pokémon như một chương trình dành cho trẻ em, việc thêm cảnh này hơi 'kinh tởm'. Allegra Frank từ Polygon đã chỉ trích việc Satoshi miêu tả khuôn mặt bối rối sau khi bị Serena hôn. Cứ như thể Satoshi, lúc đó mới 10 tuổi, vẫn chưa hiểu gì về khoảnh khắc đó. Levana Jane của Game Rant đã viết rằng nhân vật Serena được phát triển theo một cách khác trong anime so với các nhân vật nữ chính trước đó, với mục đích đáp ứng mong đợi của người xem về 'một phụ nữ trẻ với phong cách đặc biệt', nhưng trên thực tế thì điều này là chỉ có thể có trong Pokémon Sun and Moon thông qua các nhân vật Lana, Lillie và Mallow.
Một số người xem anime cũng thất vọng khi Serena xuất hiện trở lại trong Pokémon Journeys sau khi nhận được nhiều lời khen ngợi trước đó, đặc biệt là khi cô ấy thấy ngoại hình của cô ấy được miêu tả là một "cô gái trưởng thành" trái ngược với nhân vật Satoshi vẫn được miêu tả khi còn nhỏ. Ngoài ra, màn tái hợp của Serena và Satoshi kéo dài trong thời gian rất ngắn cũng bị cho là không đáp ứng được kỳ vọng của khán giả.